# 奧德拉多韋 (拉茲傑利納亞區)
46°41′13″N 30°26′42″E / 46.68694°N 30.44500°E
奧德拉多韋（烏克蘭語：Одрадове）是位於烏克蘭西南部的村莊，由敖德萨州敖德萨区的達奇內市鎮負責管轄。該村始建於1924年，面積0.65平方公里，海拔高度6米，2001年人口314，人口密度每平方公里486.07人。